# Dromore, Down
Dromore är en ort i Storbritannien.   Den ligger i distriktet Armagh City, Banbridge and Craigavon och riksdelen Nordirland, i den västra delen av landet, 500 km nordväst om huvudstaden London. Dromore ligger 93 meter över havet och antalet invånare är 4 968.
Terrängen runt Dromore är platt.Runt Dromore är det ganska tätbefolkat, med 52 invånare per kvadratkilometer. Närmaste större samhälle är Lisburn, 14,2 km nordost om Dromore. Trakten runt Dromore består i huvudsak av gräsmarker.